# История создания Т-34

## БТ-20
13 октября 1937 года АБТУ выдало Харьковскому паровозостроительному заводу техтребования на проектирование новой боевой машины – колёсно-гусеничного танка БТ-20. Спустя две недели директор завода Ю. Е. Максарев получил из Главка распоряжение следующего содержания:

«Директору завода № 183.
Решением Правительства № 94сс от 15 августа 1937 г. Главному управлению предложено спроектировать и изготовить опытные образцы и подготовить к 1939 г. производство для серийного выпуска быстроходных колёсно-гусеничных танков с синхронизированным ходом. Ввиду чрезвычайной серьёзности данной работы и крайне сжатых сроков, заданных Правительством, 8-е Главное управление считает необходимым провести следующие мероприятия.
1. Для проектирования машины создать на ХПЗ отдельное КБ (ОКБ), подчинённое непосредственно главному инженеру завода.
2. По договорённости с ВАММ и АБТУ назначить начальником этого бюро адъюнкта академии военинженера 3 ранга Дик Адольфа Яковлевича и выделить для работы в бюро с 5 октября 30 человек дипломников ВАММ и с 1 декабря дополнительно 20 человек.
3. По договорённости с АБТУ РККА назначить главным консультантом по машине капитана Кульчицкого Евгения Анатольевича .
4. Не позднее 30 сентября выделить для работы в ОКБ-8 лучших конструкторов-танкистов завода для назначения их руководителями отдельных групп, одного стандартизатора, секретаря и архивариуса.
5. Создать при ОКБ макетно-модельную мастерскую и обеспечить внеочередное выполнение работ, связанных с новым проектированием во всех цехах завода.
6. Считать необходимым спроектировать три варианта ходовой части и изготовить два опытных образца, утверждённых по рассмотрению проектов.
7. На проведение работы заключить договор с АБТУ не позднее 15 октября 1937 г.»

В результате на заводе было создано КБ, значительно более сильное, чем основное.
Для разработки нового танка АБТУ направило в Харьков капитана Е. А. Кульчицкого, военинженера 3-го ранга А. Я. Дика, инженеров П. П. Васильева, В. Г. Матюхина, Водопьянова, а также 41 слушателя-дипломника ВАММ.
В свою очередь, завод выделил конструкторов: А. А. Морозова, Н. С. Коротченко, Шура, А. А. Молоштанова, М. М. Лурье, Верковского, Диконя, П. Н. Горюна, М. И. Таршинова, А. С. Бондаренко, Я. И. Барана, В. Я. Курасова, В. М. Дорошенко, Горбенко, Ефимова, Ефременко, Радойчина, П. С. Сентюрина, Долгоногову, Помочайбенко, В. С. Календина, Валового.
Начальником ОКБ был назначен А. Я. Дик, помощником начальника инженер П. Н. Горюн, консультантом АБТУ Е. А. Кульчицкий, начальниками секций В. М. Дорошенко (контрольная), М. И. Таршинов (корпусная), Горбенко (моторная), А. А. Морозов (трансмиссия), П. П. Васильев (ходовая часть).
ТТТ к танку БТ-20 (заводской индекс – А-20) во многом базировались на разработках А. Я. Дика, сделанных летом 1937 года. В первую очередь это касается конструкции гитары, углов наклона верхней части бортов, продольного расположения карданных валов колёсного привода, наклонного расположения рессор и др. Даже предложение Дика использовать в ходовой части пять пар опорных катков для лучшего распределения нагрузки на ходовую часть нашло своё применение, если не на А-20, то на последующих машинах.
В альбоме «Харьковское конструкторское бюро по машиностроению имени А. А. Морозова», изданном в Харькове к 70-летию КБ, сообщается, что для выполнения задания АБТУ по разработке нового колёсно-гусеничного танка М. И. Кошкин организовал новое подразделение – КБ-24. Конструкторов он подбирал лично, на добровольных началах, из числа работников КБ-190 и КБ-35. В этот коллектив входил 21 человек: М. И. Кошкин, А. А. Морозов, А. А. Молоштанов, М. И. Таршинов, В. Г. Матюхин, П. П. Васильев, С. М. Брагинский, Я. И. Баран, М. И. Котов, Ю. С. Миронов, В. С. Календин, В. Е. Моисеенко, А. И. Шпайхлер, П. С. Сентюрин, Н. С. Коротченко, Е. С. Рубинович, М. М. Лурье, Г. П. Фоменко, А. И. Астахова, А. И. Гузеева, Л. А. Блейшмидт.

## А-32
4 мая 1938 года в Москве состоялось расширенное заседание Комитета обороны СССР. Вёл заседание В. И. Молотов, присутствовали И. В. Сталин, К. Е. Ворошилов, другие государственные и военные деятели, представители оборонной промышленности, а также командиры-танкисты, недавно вернувшиеся из Испании. М. И. Кошкин и А. А. Морозов представили собравшимся проект лёгкого колёсно-гусеничного танка А-20, разработанный на Харьковском паровозостроительном заводе имени Коминтерна. В ходе обсуждения танка завязалась дискуссия о целесообразности применения колёсно-гусеничного движителя.
Выступившие в прениях участники боёв в Испании, в частности А. А. Ветров и начальник АБТУ Д. Г. Павлов, высказали диаметрально противоположные точки зрения по этому вопросу. При этом противники колёсно-гусеничного движителя оказались в меньшинстве.
В итоге, и не без влияния позиции И. В. Сталина, неожиданно для многих поддержавших «гусеничников», КБ ХПЗ поручили разработать проект чисто гусеничного танка, по массе и всем прочим тактико-техническим характеристикам (за исключением ходовой части) аналогичного А-20. После изготовления опытных образцов и проведения сравнительных испытаний предполагалось принять окончательное решение в пользу того или иного варианта машины.
Технический проект гусеничного танка, получившего обозначение А-32, выполнили быстро, поскольку внешне он ничем не отличался от А-20, за исключением ходовой части, имевшей 5 (а не 4, как у А-20) опорных катков на сторону. В августе 1938 года оба проекта были представлены на заседании Главного военного совета РККА при Наркомате обороны. Общее мнение участников вновь склонялось в пользу колёсно-гусеничного танка. И вновь решающую роль сыграла позиция Сталина: он предложил построить и испытать оба танка и только после этого принять окончательное решение.
В связи со срочной разработкой чертежей понадобилось привлечение дополнительных сил. В начале 1939 года было проведено объединение имевшихся на заводе № 183 трёх танковых КБ (КБ-190, КБ-35 и КБ-24) в одно подразделение, которому присвоили шифр — отдел 520. Одновременно объединили в один все опытные цехи. Главным конструктором отдела 520 стал М. И. Кошкин, начальником КБ и заместителем главного конструктора — А. А. Морозов, заместителем начальника — Н. А. Кучеренко.
К маю 1939 года опытные образцы новых танков изготовили в металле. До июля обе машины проходили в Харькове заводские испытания, с 17 июля по 23 августа — полигонные. При этом в отчёте об испытаниях указывалось, что обе машины не были полностью укомплектованы. В наибольшей степени это касалось А-32: на нём отсутствовали оборудование ОПВТ, предусмотренное проектом, и укладка ЗИП; 6 опорных катков из 10 были заимствованы у БТ-7 (они были у́же родных), не полностью оказалась оборудована и боеукладка.
Что касается отличий А-32 от А-20, то комиссия, проводившая испытания, отметила следующее: первый не имеет колёсного привода; толщина его бортовой брони 30 мм (вместо 25 мм); вооружён 76-мм пушкой Л-10 вместо 45-мм; имеет массу 19 тонн. Боеукладка как в носу, так и на бортах А-32 была приспособлена для 76-мм снарядов. Из-за отсутствия привода на колёсный ход, а также наличия 5 опорных катков внутренняя часть корпуса А-32 несколько отличалась от внутренней части А-20. По остальным же механизмам А-32 существенных отличий от А-20 не имел.
В ходе испытаний были уточнены ТТХ обоих танков.
В ходе заводских испытаний А-20 прошёл 872 км (на гусеницах — 655, на колёсах — 217), А-32 — 235 км. На полигонных испытаниях А-20 прошёл 3267 км (из них на гусеницах — 2176), А-32 — 2886 км.
Председатель комиссии полковник В. Н. Черняев, не решаясь отдать предпочтение одной из машин, написал в заключении, что оба танка успешно выдержали испытания, после чего вопрос опять повис в воздухе.
23 сентября 1939 года состоялся показ танковой техники руководству Красной Армии, на котором присутствовали К. Е. Ворошилов, А. А. Жданов, А. И. Микоян, Н. А. Вознесенский, Д. Г. Павлов и другие, а также главные конструкторы представляемых танков. Помимо А-20 и А-32, на подмосковный полигон доставили тяжёлые танки КВ, СМК и Т-100, а также лёгкие БТ-7М и Т-26.
А-32 «выступил» весьма эффектно. Легко, даже изящно и в хорошем темпе танк преодолел ров, эскарп, контрэскарп, колейный мост, вброд перешёл реку, поднялся по косогору с подъёмом больше 30° и в заключение сбил носом бронекорпуса большую сосну, вызвав восхищение зрителей.
По результатам испытаний и показа было высказано мнение, что танк А-32, имевший запас по увеличению массы, целесообразно защитить более мощной 45-мм бронёй, соответственно повысив прочность отдельных деталей.

## А-34
Впрочем, в это время в опытном цехе завода № 183 уже велась сборка двух таких танков, получивших заводской индекс А-34. Одновременно в течение октября – ноября 1939 года велись испытания двух А-32, догруженных на 6830 кг, то есть до массы А-34.
Завод торопился собрать новые танки к 7 ноября: Дню Великой Октябрьской социалистической революции. Однако возникавшие технические трудности, главным образом, с силовыми установками и силовыми передачами, тормозили сборку. Не способствовала ускорению производства и весьма сложная технология изготовления броневых деталей для этих двух танков. В частности, лобовая часть корпуса выполнялась из цельного броневого листа, который сначала подвергался отпуску, затем изгибался, правился и вновь поступал на термообработку. Заготовки коробились при отпуске и закалке, покрывались трещинами при гибке, а их большие размеры затрудняли процесс правки. Башня также сваривалась из крупных гнутых бронелистов. Отверстия (например, амбразура пушки) вырезались после гибки, что вызывало большие трудности при механической обработке.
Тем временем, ещё до изготовления машины в металле, 19 декабря 1939 года постановлением Комитета Обороны при СНК СССР № 44Зсс «О принятии на вооружение РККА танков, бронемашин, арттягачей и о производстве их в 1940 г.» танк был принят на вооружение Красной Армии под обозначением Т-34:

«I. Принять на вооружение РККА: <…> танк Т-32 – гусеничный, с дизельмотором В-2, изготовленным заводом 183 Наркомсредмаша, со следующими изменениями:
а) увеличить толщину основных броневых листов до 45 мм;
б) улучшить обзорность из танка;
в) установить на танк Т-32 следующее вооружение:
1) пушку Ф-32 76 мм, спаренную с пулеметом калибра 7,62 мм;
2) отдельный пулемет калибра 7,62 мм у радиста;
3) отдельный пулемет калибра 7,62 мм;
4) зенитный пулемет калибра 7,62 мм.
Присвоить название указанному танку „Т-34“…
2. Для обеспечения выпуска танков, тракторов и бронеавтомобилей на 1940 г. и развития необходимых мощностей… обязать Нарком – средмаш (тов. ЛИХАЧЕВА):
По заводу № 183:
а) организовать производство танков Т-34 на Харьковском заводе № 183 им. Коминтерна;
б) изготовить 2 опытных образца танков Т-34 к 15 января 1940 года и установочную партию в количестве 10 штук – к 15 сентября 1940 года;
в) выпустить в 1940 г. не менее 200 танков Т-34;
г) довести мощность завода № 183 по выпуску танков Т-34 на 1 января 1941 года до 1600 штук…
По заводу СТЗ:
а) организовать на СТЗ в течение 1940 года производство танков на мощность – 2000 танков в год;
б) выпустить в 1940 году 20 штук танков Т-34;
в) подготовить производство на СТЗ для выпуска в 1941 году – 1000 танков Т-34…»

Сборку первого А-34 закончили лишь в январе 1940 года, второго – в феврале. И сразу же начались войсковые испытания:

«Первая [машина] А-34 прошла 200 км испытаний. Проходимость хорошая. Сопровождающий БТ часто застревает, и приходится вытаскивать [его] 34-й.
Видимость в движении отвратительная. Стёкла потеют, забиваются снегом через 7—10 минут. Дальнейшее движение невозможно, требуется прочистка стёкол снаружи.
В башне при этой системе тесно.
15.02.40 г. из пробега возвратились. Машину поставили на установку маски.
А-34 вторая – произвели обкатку, механизмы работают нормально».

23 января 1940 года была выпущена директива заместителя наркома обороны Г. И. Кулика о проведении войсковых испытаний опытных танков Т-34, предписывающая начать испытания двух «тридцатьчетверок» 25 января 1940 года. Испытания, по готовности танков, начались с запозданием в три недели, 13 февраля 1940 года, и продолжались почти до конца апреля:

«Основными недостатками танка Т-34 являются следующие:
а) Недоработка башни в части удобства пользования вооружением, приборами наблюдения и наведения, боекомплектом, что не дает возможности полноценного использования артсистемы.
б) Вопрос радиосвязи на танке Т-34 не разрешен.
в) Приборы наблюдения, установленные на танке Т-34, не обеспечивают надежной и достаточной обзорности.
г) Защита танка от проникновения горящей жидкости в достаточной мере не обеспечена… Установленный в танке Т-34 серийный дизель В-2 не обеспечивает гарантийного – также недостаточного в эксплуатации – 100-часового срока работы».

Перечень конструктивных изменений и доработок, подлежащих внесению в конструкцию танка Т-34, растянулся на полтора десятка листов:

«Главный фрикцион в работе ненадежен… Боеукладка, предъявленная на опытных образцах, непригодна… Разработать люк водителя, обеспечивающий возможность посадки и выхода из машины при любом положении башни… Башня танка тесная. Пушка и прицельные приспособления смонтированы так, что пользование ими затруднено – отражается на меткости и скорострельности ведения огня как из пушки, так и из пулеметов. Углы возвышения и снижения, допускаемые прицельными приспособлениями, полностью не использованы, что увеличивает мертвые пространства и уменьшает предельную дальность арт. огня танка… Для обеспечения удобства и свободной работы экипажа, башню необходимо расширить. Расширение башни произвести без изменения корпуса и наклона брони… Затруднено пользование приборами наводки, а барабанчиком прицела ТОД пользование невозможно… Устранить возможность задевания рук при одновременной работе подъемным и поворотным механизмами… При открывании и закрывании затвора сбивается наводка, устранить возможность сбивания… Усилие на рукоятке при вращении поворотного механизма от руки при углах наклона башни уменьшить… Установленные на танке Т-34 смотровые приборы не обеспечивают наблюдение и вождение танка (при закрытых люках)… считать конструкцию смотровых приборов непригодной… Прибор кругового обзора данной конструкции непригоден… При отстреле системы наружные защитные стекла смотровых приборов и частично их зеркала разбиваются»

Вывод комиссии: «Без устранения отмеченных недостатков танк Т-34 не может быть пущен в серийное производство».
После 250 км пробега на первом А-34 вышел из строя двигатель, проработавший всего 25 моточасов, пришлось заменить его новым. К 26 февраля эта машина прошла только 650 км, а вторая — 350 км. Стало очевидно, что завершить весь объём испытаний пробегом – 2000 км – до правительственного показа, назначенного на март, не удастся. А без этого танки не могли быть допущены к демонстрации. Тогда-то и возникла идея перегнать оба А-34 из Харькова в Москву своим ходом и выполнить таким образом необходимый километраж. На специальном заседании парткома завода ответственным исполнителем пробега был назначен М. И. Кошкин.

## Пробег танков Харьков—Москва и кремлёвский показ
Утром 5 марта (по другим данным, в ночь с 5-го на 6-е) колонна из двух Т-34 и двух тягачей «Ворошиловец», один из которых был оборудован под жильё, а другой – до отказа забит запчастями, двинулась в Москву. Из соображений секретности маршрут пробега был проложен в обход крупных населённых пунктов и основных дорог. Мостами через реки разрешалось пользоваться только в случае невозможности перейти реку по льду и в ночное время. График пробега учитывал не только время движения и отдыха, но также и расписание поездов на пересекаемых железнодорожных линиях, и прогноз погоды на маршруте. Средняя скорость движения колонны не должна была превышать 30 км/ч.
Во время движения по снежной целине недалеко от Белгорода у одного из танков был «сорван» главный фрикцион. В ряде публикаций это приписывают отсутствию опыта у одного из водителей, что представляется маловероятным, так как танки вели лучшие водители-испытатели завода, накатавшие на них не одну сотню километров. Ю. Е. Максарев в своих воспоминаниях даёт другую трактовку этого факта. По его словам, «представитель ГАБТУ, сев за рычаги, заставлял машину разворачиваться в снегу на полной скорости и вывел из строя главный фрикцион». М. И. Кошкин решил продолжать движение с одним танком, а к вышедшему из строя вызвали с завода ремонтную бригаду.
В Серпухове колонну встретил замнаркома среднего машиностроения (в 1939 году все танковые заводы были переданы из Наркомоборонпрома в Наркомсредмаш) А. А. Горегляд. Исправный танк прибыл в Москву, а точнее на завод № 37, находившийся в тогда ещё подмосковном Черкизове. В эти дни М. И. Кошкину стало плохо, поднялась температура – во время пробега он серьёзно простудился.
В ночь на 17 марта обе «тридцатьчетвёрки» прибыли на Ивановскую площадь Кремля. Кроме М. И. Кошкина в Кремль допустили только двоих сотрудников завода № 183. Танк № 1 вёл Н. Ф. Носик, а № 2 – И. Г. Битенский (по другим данным – В. Дюканов). Рядом с ними на месте стрелка располагались сотрудники НКВД.
Утром к танкам подошла большая группа партийных и государственных деятелей – И. В. Сталин, В. М. Молотов, М. И. Калинин, Л. П. Берия, К. Е. Ворошилов и другие. Начальник ГАБТУ Д. Г. Павлов отдал рапорт, затем слово взял М. И. Кошкин. После доклада и осмотра танки разъехались: один – к Спасским, другой – к Троицким воротам. Не доезжая до ворот, они круто развернулись и понеслись навстречу друг другу, эффектно высекая искры из брусчатки. Проделав несколько кругов с поворотами в разные стороны, танки по команде остановились на прежнем месте. Новые машины понравились вождю, и он распорядился, чтобы заводу № 183 была оказана необходимая помощь по устранению имевшихся у А-34 недостатков, на которые ему настойчиво указывали замнаркома обороны Г. И. Кулик и Д. Г. Павлов. Причём последний сказал Сталину: «Мы дорого заплатим за выпуск недостаточно боеспособных машин».
После кремлёвского показа танки направились на НИБТПолигон в Кубинку, где были проведены их испытания обстрелом из 45-мм пушки. Затем боевые машины пошли дальше по маршруту Минск – Киев – Харьков.

## А-34 (Т-34)
31 марта 1940 года был подписан протокол Комитета обороны о постановке танка Т-34 (А-34) в серийное производство на заводе № 183 и по подготовке его выпуска на СТЗ.
По прибытии машин в Харьков после 3000 км пробега при разборке обнаружился ряд дефектов: подгорело ферродо на дисках главных фрикционов, появились трещинки на вентиляторах, обнаружились сколы на зубьях шестерён коробок передач, подгорели тормоза.
5 июня (по другим данным, 7 июня) 1940 года было выпущено совместное постановление № 976-368сс СНК СССР и ЦК ВКП(б) «О производстве танков Т-34 в 1940 году»:

«Придавая особо важное значение оснащению Красной Армии танками Т-34, Совет Народных Комиссаров Союза ССР и ЦК ВКП(б) постановляют:
1. Обязать Народного Комиссара Среднего Машиностроения тов. Лихачёва И. А.:
а) изготовить в 1940 году 600 танков Т-34, из них:
на заводе № 183 (им. Коминтерна) — 500 шт.,
на Сталинградском тракторном — 100 шт.,
со следующей разбивкой по месяцам:
| Месяц     | 6  | 7  | 8  | 9  | 10  | 11  | 12  |
| Завод 183 | 10 | 20 | 30 | 80 | 115 | 120 | 125 |
| СТЗ       | 0  | 0  | 0  | 0  | 20  | 30  | 50  |
б) обеспечить полностью программу 1940 г. по выпуску танков Т-34 дизелями, для чего увеличить выпуск моторов В-2 на заводе № 75 и изготовить до конца 1940 года 2000 шт., со следующей разбивкой по месяцам:
Июнь — 210, Июль — 230, Август — 260, Сентябрь — 300, Октябрь — 320, Ноябрь — 330, Декабрь — 350.
Предупредить руководителей предприятий, выполняющих заказы для танка Т-34, что они персонально отвечают за их исполнение как по качеству, так и в срок».

Несмотря на принятое постановление, план этот выполнен не был. Это было следствием того, что на полигон в Кубинку поступили два танка PzKpfw III, закупленные в Германии после подписания договора о ненападении. Результаты сравнительных испытаний немецкого танка и Т-34 оказались следующими.
Т-34 превосходил «тройку» по вооружению и броневой защите, уступая по ряду других показателей: так, в башне Т-34 с трудом размещались два танкиста, один из которых выполнял функции не только наводчика, но и командира танка, а в ряде случаев и командира подразделения. Внутренней связью обеспечивались только лишь два члена экипажа из четырёх — командир танка и механик-водитель. Немецкая машина превзошла Т-34 по плавности хода и оказалась менее шумной — при максимальной скорости движения PzKpfw III было слышно за 200 м, а Т-34 — за 450 м. В отчёте об испытаниях отмечались и более удачная подвеска немецкого танка.
ГАБТУ предоставило отчёт полигона маршалу Г. И. Кулику, который утвердил его и тем самым приостановил производство и приёмку Т-34, потребовав устранения всех недостатков. Руководство завода № 183 не согласилось с мнением заказчика и обжаловало его в главке и наркомате, предложив продолжать производить Т-34 с исправлениями, сократив гарантийный пробег до 1000 км. Нарком среднего машиностроения В. А. Малышев (сменивший на этом посту И. А. Лихачёва) вместе с начальником 8-го Главного управления Наркомсредмаша А. А. Гореглядом, директором завода № 183 Ю. Е. Максаревым и начальником НТК ГАБТУ И. А. Лебедевым обратились непосредственно к К. Е. Ворошилову, который, как и В. А. Малышев, являлся заместителем председателя СНК СССР. Маршал ознакомился с результатами пробега на 3000 км, испытаниями на полигоне и на бывшей «линии Маннергейма», заслушал мнение И. А. Лебедева, выступавшего за продолжение производства Т-34, и объявил своё решение: «Машины продолжать делать; сдавать в армию, установив 1000-км гарантийный пробег. Заводу начать разрабатывать новую машину — Т-34М, введя в неё не только прочностные изменения, но и пятискоростную коробку передач».
К тому времени здоровье М. И. Кошкина, заболевшего в марте воспалением лёгких, значительно ухудшилось и 26 сентября 1940 года он скончался. Главным конструктором танкового КБ назначили А. А. Морозова.
Под руководством А. А. Морозова началось проектирование двух вариантов модернизации Т-34. В первом — А-41 — была сделана попытка исправить большинство недостатков без изготовления нового корпуса и замены силового агрегата. Машина получала новую трёхместную башню с диаметром погона 1700 мм (против 1420 мм у Т-34) и новую пушку Ф-34 завода № 92. Этот проект так и остался на «бумажной стадии».
Второй вариант — А-43, более известный под названием Т-34М, — был длиннее, у́же и выше, чем Т-34; клиренс увеличили на 50 мм. Для А-43 спроектировали новый двигатель В-5 мощностью 600 л. с. Новую коробку передач разрабатывать не стали, а в паре со старой, 4-скоростной, установили демультипликатор. В результате у А-43 появилась возможность двигаться на восьми скоростях вперёд и двух — назад. Свечная подвеска типа Кристи была заменена на торсионную.
Также А-43 получил башню с командирской башенкой и двумя круглыми посадочными люками, спроектированную ранее для А-41. Радиостанцию перенесли в корпус, что позволило увеличить боекомплект пушки с 77 до 100 выстрелов, а боекомплект пулемётов — с 46 до 72 дисков. В итоге новая машина оказалась на 987 кг легче Т-34, но удельное давление на грунт несколько возросло, так как ширина гусениц была уменьшена на 100 мм.
Одновременно с разработкой А-43 завод № 183 продолжал выпуск Т-34. К 15 сентября 1940 года заводские цеха покинули три первых серийных танка, а до конца года их было изготовлено всего 115 единиц (19,2 % годовой программы). СТЗ вообще не сдал ни одной машины, хотя и собрал к концу года 23 танка.
Причины были в том, что новый танк требовал новой оснастки для его изготовления и расширения производственных площадей. Выпуск комплектующих изделий для Т-34 осваивался смежниками медленно. Поставляемые Мариупольским металлургическим заводом имени Ильича (это предприятие в целях конспирации именовалось «Южным броневым заводом») броневые детали требовали доработки, поскольку не выдерживалась их геометрия. Несмотря на упрощение технологии сборки танка (лобовая часть, например, теперь сваривалась из двух прямых бронелистов), она оставалась достаточно сложной и более трудоёмкой, чем у БТ-7М, выпуск которого прекратился только в июле 1940 года.
На заводе № 75 с огромным трудом добились, чтобы дизель В-2 без сбоя работал 150 часов на стенде. Для правильного и одинакового распыления, равномерной подачи топлива, изготовили специальные стенды, на которых проверялся весь комплект из 12 форсунок со всеми трубопроводами и насосами. Клапаны, форсунки и иглы притирали вручную ученики школы ФЗО: особенно хорошо это получалось у девушек, чуткие девичьи пальцы лучше справлялись с этой тонкой работой. Много хлопот было и с отверстиями в форсунках. Сверлом диаметром 0,3 мм требовалось на больших оборотах сделать шесть отверстий в головке форсунки. Этот поистине ювелирный инструмент хранился в спичечных коробках, одного коробка хватало на смену.
В июне—октябре 1940 года на НИАПе в целом удовлетворительно прошли испытания пушки Л-11 на Т-34. До января 1941 года, помимо Т-34, пушка Л-11 устанавливалась в тяжёлый танк KB, а также на ряд опытных образцов бронетанковой техники. Всего «тридцатьчетвёрок» с этим орудием было выпущено около 400 единиц. Вопреки некоторым публикациям, 76-мм пушка Ф-32, разработанная по одному техзаданию с Л-11, в танк Т-34 никогда не устанавливалась.
С 20 по 23 ноября 1940 года на Гороховецком полигоне проходили полигонно-войсковые испытания (объём 1000 выстрелов) пушки Ф-34 в танке Т-34. По их результатам комиссия рекомендовала Ф-34 к принятию на вооружение.
31 октября 1940 года первые три серийных «тридцатьчетверки», согласно директиве замнаркома обороны № 76791 от 25 октября 1940 года, вышли из Харькова по маршруту Харьков—Кубинка—Смоленск—Киев—Харьков. Из 3000 километров общей длины маршрута две трети танки должны были пройти по грунтовым дорогам и бездорожью. 30 % общего пути танки шли ночью, а 30 % пути по грунтовке и целине в боевом положении (с закрытыми люками). Программа испытаний не ограничивалась одним лишь пробегом — в ней вновь предусматривалось испытание вооружения, средств связи, определение проходимости на естественных и искусственных препятствиях, испытание танка на противотанковых минах и определение герметичности «путём обливания танка горючей жидкостью».
Снова был поднят вопрос о снятии Т-34 с производства, к тому же у ряда руководителей ГАБТУ и Наркомата обороны существовало устойчивое мнение — самым массовым танком Красной Армии должен был стать лёгкий Т-50.
Начальник ГАБТУ Я. Н. Федоренко и начальник ГАУ Г. И. Кулик, поддержанные командующим Западным Особым военным округом Д. Г. Павловым, выступили с инициативой прекратить выпуск Т-34 и восстановить производство БТ-7М, пока не будет завершена работа над Т-34М. Однако это предложение отклонили.

## А-43(Т-34М)
Проект Т-34М (А-43) в январе 1941 года одобрил Комитет Обороны при СНК СССР.
В марте приступили к изготовлению двух эталонных образцов танка. Одновременно смежники освоили производство узлов и агрегатов для этой машины. Первым на проектный режим вышел завод № 92 в Горьком, уже в феврале 1941 года начавший отправку в Харьков пушек Ф-34, которые из-за отсутствия готовых Т-34М стали устанавливать в серийные Т-34. Штампованную башню с толщиной стенок 45 мм разработали на Мариупольском металлургическом заводе под руководством В. С. Ниценко. В мае 1941 года завод не только изготовил первые 5 башен для Т-34М, но и подготовил их массовое производство (при эвакуации осенью 1941 года из Мариуполя вывезли 50 почти законченных башен). Примерно в это же время здесь начали выпуск литых башен для танка Т-34 с толщиной стенок 52 мм.
5 мая 1941 года было принято постановление СНК СССР и ЦК ВКП(б) «О производстве танков Т-34 в 1941 году»:

«1. Утвердить Наркомсредмашу на 1941 год план производства:
а) танков Т-34 в количестве 2800 штук, в том числе по заводу № 183 – 1800 штук и по СТЗ – 1000 штук, с обеспечением поставки этих машин НКО по следующему графику:
|             | Всего на 1941 г. | До 1.V | V   | VI  | VII | VIII | IX  | X   | XI  | XII |
| Завод № 183 | 1800             | 525    | 140 | 150 | 160 | 175  | 175 | 150 | 160 | 165 |
| СТЗ         | 1000             | 130    | 60  | 80  | 100 | 110  | 110 | 130 | 130 | 150 |
2. Обязать Наркомсредмаш т. Малышева и директора завода № 183 т. Максарева внести в танки Т-34 следующие улучшения:
а) увеличить толщину брони башни и переднего лобового листа корпуса до 60 мм;
б) установить торсионную подвеску;
в) расширить погон башни до размера не менее 1600 мм и установить командирскую башенку с круговым обзором;
г) установить бортовые листы корпуса танка вертикально, с толщиной брони, равнопрочной 40-мм броне при угле наклона 45.
3. Установить полный боевой вес улучшенного танка Т-34 — 27,5 тонны.
4. Обязать Наркомсредмаш т. Малышева и директора завода № 183 т. Максарева обеспечить в 1941 году выпуск 500 штук улучшенных танков Т-34 в счёт программы, установленной настоящим постановлением».

Судя по всему, речь в этом документе идёт о Т-34М, к серийному производству которого почти всё уже было готово. К 17 апреля на ХПЗ изготовили три бронекорпуса, к концу месяца с ХТЗ поступили на сборку торсионы, катки и другие элементы ходовой части. Однако двигатель В-5, предназначавшийся для этого танка, так и не был готов ни к 1 мая, ни к началу Великой Отечественной войны.

## Т-34
1 июля 1941 года появилось постановление Государственного Комитета обороны, в соответствии с которым к производству танков Т-34 привлекался горьковский завод «Красное Сормово» (завод № 112 Наркомсудпрома). При этом заводу разрешили устанавливать на танки авиамотор М-17 – к его выпуску должен был приступить цех авиадвигателей ГАЗа. Решение о производстве Т-34 с бензиновым двигателем было вынужденным и временным и связанным с тем, что к середине 1941 года единственным изготовителем дизелей В-2 оставался харьковский завод № 75. В первые же дни войны поступило распоряжение о развёртывании их производства на ХТЗ. Однако, быстро меняющаяся обстановка на фронте заставила изменить эти планы. Двигательное производство ХТЗ перебазировали на СТЗ, где и начался выпуск дизелей в ноябре 1941 года. Завод № 75 в это время находился «на колёсах» – шла его эвакуация на Урал. Программа выпуска Т-34 на заводе «Красное Сормово» в 1941 году включала 700—750 единиц, но до конца года завод смог изготовить только 173 машины.
Тем временем завод № 183 наращивал выпуск танков. Люди работали в две смены по 11 часов, не покидая цеха даже во время начавшихся бомбёжек города. В июле из ворот завода вышли 225 танков, августе – 250, сентябре – 250, в октябре удалось собрать последние 30 машин. На основании постановления № 667/СГКО от 12 сентября 1941 года Ю. Е. Максарев отдал приказ о немедленной эвакуации завода в глубокий тыл. Первый эшелон покинул Харьков 19 сентября 1941 года и направился на Урал, в Нижний Тагил, на территорию Уральского вагоностроительного завода. На эту же площадку прибыли Московский станкостроительный завод имени С. Орджоникидзе, часть оборудования и сотрудников московских заводов «Красный пролетарий», «Станколит» и др. На основе этих предприятий был образован Уральский танковый завод № 183. Первые 25 танков в Нижнем Тагиле собрали уже в конце декабря из узлов и деталей, привезённых из Харькова.
Осенью 1941 года единственным крупным производителем Т-34 оставался СТЗ. При этом выпуск максимально возможного числа комплектующих постарались развернуть в самом Сталинграде. Броневой прокат поступал с завода «Красный Октябрь», бронекорпуса сваривались на Сталинградской судоверфи (завод № 264), пушки поставлял завод «Баррикады». В городе организовали практически полный цикл производства танка и его деталей. Так же обстояли дела и в Горьком, и в Нижнем Тагиле.
Двигательный завод № 75 прибыл в Челябинск, где влился в состав Челябинского Кировского завода. В ноябре 1941 года из заготовок и деталей, привезённых из Харькова, в Челябинске собрали первые 18 дизелей. В декабре ЧКЗ наладил серийный выпуск дизелей В-2 уже полностью из деталей собственного изготовления и сдал за месяц 155 двигателей. В январе 1942 года выпуск составил 240 дизелей, а к марту 1942 года производство достигло 10 моторов в сутки.